# Circondario della Foresta Nera-Baar
Il circondario della Foresta Nera-Baar (in tedesco Schwarzwald-Baar-Kreis) è uno dei circondari dello stato tedesco del Baden-Württemberg.
Fa parte del distretto governativo di Friburgo in Brisgovia.

## Città e comuni
(Abitanti il 31 dicembre 2022)
| Città 1. Bad Dürrheim (13 659) 2. Blumberg (10 256) 3. Bräunlingen (6 014) 4. Donaueschingen (22 431) 5. Furtwangen im Schwarzwald (9 004) 6. Hüfingen (7 976) 7. St. Georgen im Schwarzwald (13 122) 8. Triberg im Schwarzwald (4 767) 9. Villingen-Schwenningen (88 213) 10. Vöhrenbach (3 698) | Comuni 1. Brigachtal (5 231) 2. Dauchingen (3 935) 3. Gütenbach (1 131) 4. Königsfeld im Schwarzwald (6 111) 5. Mönchweiler (2 989) 6. Niedereschach (6 049) 7. Schonach im Schwarzwald (4 036) 8. Schönwald im Schwarzwald (2 644) 9. Tuningen (3 255) 10. Unterkirnach (2 660) |